# Lomboko
Lomboko era um forte para abrigar escravos no que é hoje Serra Leoa, controlada pelo infame traficante de escravos espanhol Pedro Blanco.
A fortaleza era composta por vários grandes depósitos ou barracões para escravos trazidos do interior, bem como vários edifícios palacianos para Blanco abrigar suas esposas, concubinas e empregados. 
Lomboko espalhava por um pequeno arquipélago fluvial na foz do Rio Galinas, próximo de Sulima, na costa de Gallinas. Comerciantes de escravos espanhóis controlavam a região, mesmo que localizada dentro da região colonial britânica de Serra Leoa. No fim de 1839, estima-se que 2.000 pessoas eram traficadas através do rio todos os anos, apesar da já ilegalidade do comércio de escravos.
Em 1849, uma expedicão do Esquadrão da África Ocidental da Marinha Real, responsável por suprimir a escravidão em nome da Lei Bill Aberden, atacou e destruiu Lomboko. Os escravos foram libertos, mas Pedro Blanco não estava presente, provavelmente na Espanha cuidando de negócios relativos ao tráfico de escravos.
A fortaleza desempenha um papel importante no filme Amistad, de Steven Spielberg. No filme, o personagem principal Joseph Cinqué, assim como outros escravos, são capturados e levados para Lomboko e tratados cruelmente. A libertação dos escravos e a destruição da fortaleza são retratadas no clímax do filme. 